# DreamLand (winkel)

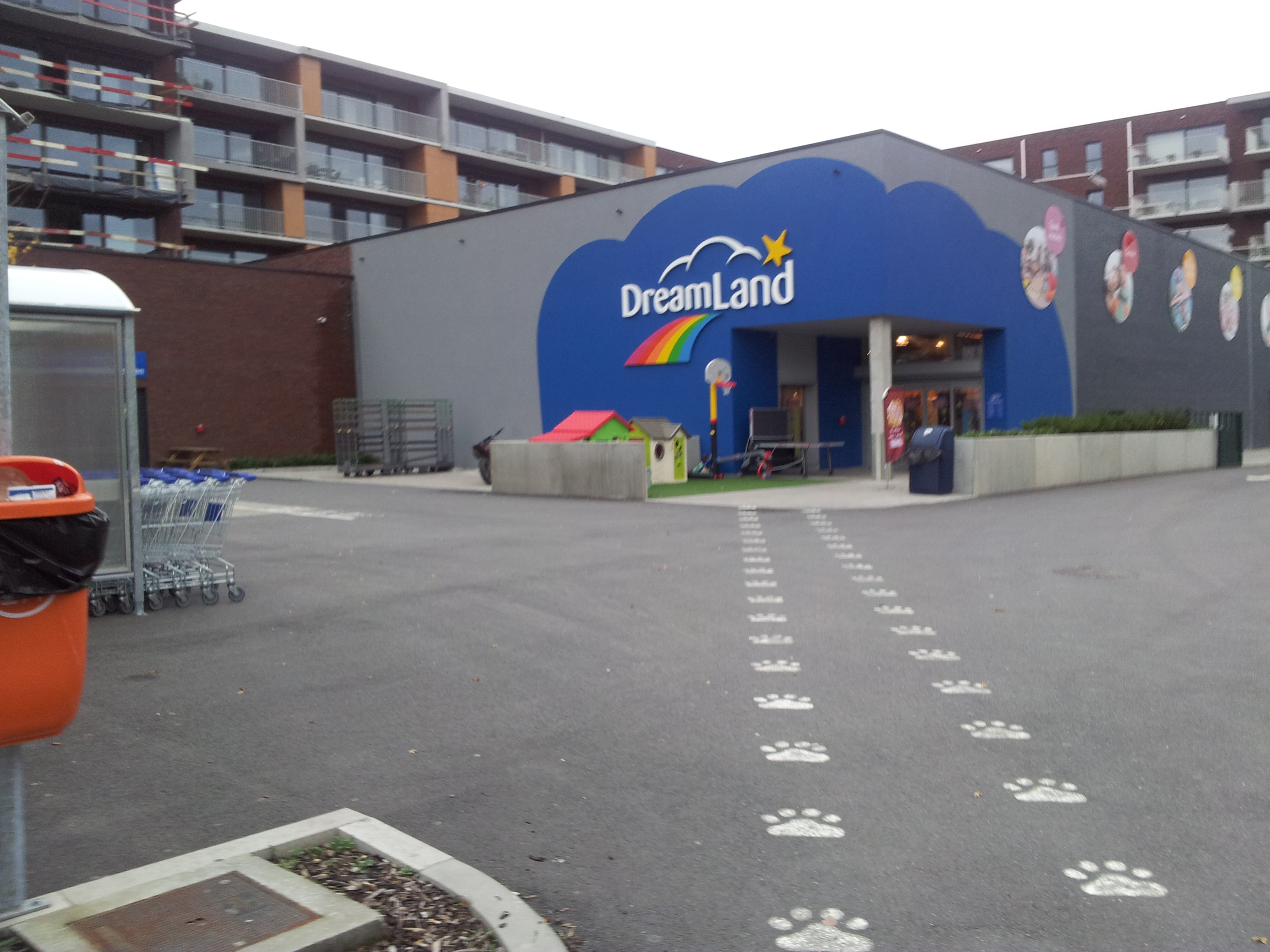
DreamLand te Halle

DreamLand is een Belgische speelgoedwinkelketen. Anno 2020 telt DreamLand 48 winkels waarvan 34 in Vlaanderen en 14 in Wallonië. DreamLand telde begin 2023 meer dan 800 medewerkers.
Naast speelgoed heeft DreamLand in het winkelassortiment ook multimedia, gaming, schoolartikelen, tuinmeubelen en tuindecoratie, buitenspeelgoed, zwembaden, fietsen, sportartikels, boeken en strips en soms ook nog een babyafdeling. De winkel biedt ook seizoensartikelen aan zoals kerstdecoratie en verkleedkledij en decoratie rond carnaval en Halloween.
DreamLand heeft ook een webshop waarvan de artikels kunnen geleverd worden in een van de DreamLand winkels en in 2013 startte DreamLand met de thuislevering van alle artikelen.
Dreambaby was tot in 2024 een zusterbedrijf van DreamLand en is gespecialiseerd in de verkoop van babyartikelen.
DreamLand organiseert ook workshops zoals "Leren Fietsen". Ouders krijgen hierin tips mee om kinderen te leren fietsen op twee wielen.

## Geschiedenis
De geschiedenis van DreamLand begint in 1956 in Liedekerke met de opening van buurtsupermarkt LIMA (afkorting van Liedekerkse Magazijnen) door de familie De Backer. Speelgoed was op dat moment maar een bijzaak. In 1978 verkocht de familie De Backer de buurtsupermarkt en maakte van LIMA een speelgoedwinkel. Deze was zo succesvol dat er op korte tijd drie nieuwe filialen bij komen, in Lede, Zottegem en Groot-Bijgaarden. In 1987 maakt de naam LIMA plaats voor Droomland.
Colruyt Group nam in 1994 de vier vrijetijdswinkels van Droomland over; op dat ogenblik is een vijfde winkel in aanbouw in Lochristi. In 2002 kregen alle filialen de naam DreamLand. In 2009 stak DreamLand de Franse grens over met een eerste winkel in Leers. In 2018 sloot de laatste Franse DreamLand-winkel.
In april 2023 verkocht Colruyt Group 75% van zijn aandelen aan speelgoedwinkelketen ToyChamp. Colruyt behoudt echter het vastgoed van het grootste deel van de winkels en 25% van de aandelen. De slechts drie jaar eerder geopende winkel in Hasselt wordt gesloten, evenals vijf DreamBaby-winkels. Hierbij zullen 192 van de in totaal 1.100 jobs bij DreamLand en DreamBaby sneuvelen. Dit hield ook in dat de levering van DreamLand artikelen niet meer mogelijk was in een Colruyt of OKay winkel. Een jaar later raakte bekend dat Supra Bazar de resterende 27 DreamBabywinkels overneemt van Colruyt Group.